# 草黄乌头
草黄乌头（学名：Aconitum stramineiflorum），为毛茛科乌头属下的一个植物种。